# Dallas Buyers Club
Dallas Buyers Club er en amerikansk dramafilm fra 2013. Filmen er instrueret af Jean-Marc Vallée, skrevet af Craig Borten og Melisa Wallack med Matthew McConaughey, Jared Leto og Jennifer Garner i hovedrollerne.

## Handling
Filmen er baseret på historien om elektrikeren Ron Woodroof (Matthew McConaughey), en AIDS-patient, der begyndte at smugle ulovlige lægemidler til Texas for at finde en måde at kurere sygdommen på.
Ron Woodroof  bliver diagnosticeret som HIV-positiv i 1986 og givet 30 dage at leve. Han gør alt for at finde en alternativ behandling, herunder at smugle ulovlige lægemidler ind i Texas, i samarbejde med Dr. Eve Saks (Jennifer Garner) og den AIDS-positive transkønnede kvinde, Rayon (Jared Leto).

## Rolleliste
- Matthew McConaughey som Ron Woodroof
- Jennifer Garner som Dr. Eve Saks
- Jared Leto som Rayon
- Denis O'Hare som Dr. Sevard
- Steve Zahn som Tucker
- Michael O'Neill som Richard Barkley
- Dallas Roberts som David Wayne
- Griffin Dunne som Dr. Vass
- Kevin Rankin som T.J.
- Donna Duplantier som Nurse Franzin
- Deneen Tyler som Denise
- J.D. Evermore som Clint

## Priser
Filmen blev nomineret til seks Oscars, for Oscar for bedste film, Oscar for bedste mandlige hovedrolle (McConaughey), Oscar for bedste mandlige birolle (Leto), Oscar for bedste manuskript (Borten og Wallack), Oscar for bedste klipning (Vallée og Pensa) og Oscar for bedste make-up (Adruitha Lee og Robin Matthews).
McConaughey og Leto modtog en Golden Globe-pris hver især i kategorien bedste mandlige hovedrolle og bedste mandlige birolle.